# Królewskie Wzgórze
Królewskie Wzgórze ('đồi Hoàng Gia'), được biết đến trước năm 1945 với tên Królewska Góra trong tiếng Ba Lan và Königshöhe trong tiếng Đức và bây giờ còn được gọi là Ślimak (con ốc sên) và Sobótka (lửa trại), là một ngọn đồi cao 99,2 mét (325 ft) ở Gdansk ở Ba Lan. Nó nằm ở ngoại ô Wrzeszcz và ban đầu được đặt theo tên của Frederick William III của Phổ (1770-1840).
Có một tần nhìn rõ ràng về phía Gdansk từ ngọn đồi. Tòa tháp quan sát trước đây trên đỉnh núi đã bị hư hại rất nặng vào năm 1945 và hiện vẫn đang bị mai mục. Đỉnh đồi được củng cố vào khoảng giữa thế kỷ 19; nó được liên kết với Công viên Jäschkental. Cho đến năm 1945, những cây sồi đỏ đã hình thành các chữ cái của từ 'Danzig'. Có một khu trò chơi trượt băng trên tại khu vực này cho đến những năm 1970. 

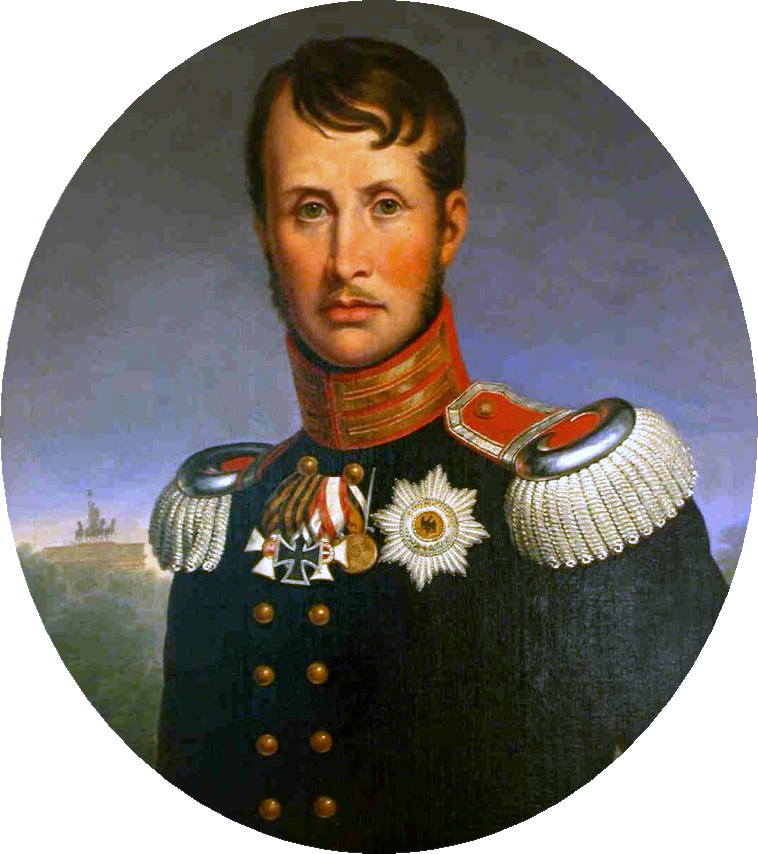
Tên của ngọn đồi được đặt theo tên của Frederick William III

Ở sườn phía bắc, có nghĩa trang cũ của người Do Thái Wrzeszcz, được bán vào năm 1938. Nó nằm trên đường Romualda Traugatta và hiện là một công viên công cộng và không phải là một di sản được công nhận.
Năm 1925, hiệp hội "Nhà hợp tác xây dựng nhà từ thiện Danzig" đã xây dựng một khu phố gồm bốn mươi ngôi nhà trên đồi, một số dành cho một gia đình và một số cho bốn gia đình. Năm 2006, sáu hecta đã được sử dụng để xây dựng khu phố mới Królewskie Wzgórze, bao gồm 21 tòa nhà dự định có thể chứa tổng cộng 680 gia đình.

## liên kết ngoài
- Gedanopedia (chủ biên.): KRÓLEWSKIE WZGÓRZE Lưu trữ ngày 30 tháng 11 năm 2020 tại Wayback Machine  Lưu trữ ngày 30 tháng 11 năm 2020 tại Wayback Machine (tiếng Ba Lan, với hình ảnh của cấu trúc tìm kiếm năm 1842)